# چروون-پوستوهورود
چروون-پوستوهورود (به انگلیسی: Chervone-Pustohorod) (به زبان بومی: Червоне-Пустогород) یک فرودگاه نظامی است که یک باند فرود بتن دارد و طول باند آن ۲۵۰۰ متر است. این فرودگاه در شهر هلوخیف کشور اوکراین قرار دارد و در ارتفاع ۱۹۴ متری از سطح دریا واقع شده است.